# Заміська прогулянка
«Заміська прогулянка» (інша назва «Вир») («Burulğan») — радянський художній фільм 1986 року, знятий режисером Ельдаром Кулієвим на кіностудії «Азербайджанфільм».

## Сюжет
Фільм розповідає про кількох молодих людей, які потрапили на безлюдний острів і про події, що траплялися з ними, також зачіпає морально-етичні проблеми. Компанія молодих городян приїхала на безлюдний піщаний острів, щоби провести вихідні дні. Раніше за всіх Мурад, який раніше за всіх побіг купатися, потрапив у вир і зник. Ця подія провокує хлопців, що розгубилися, до одкровень, які виявляють негідну поведінку Мурада у відносинах з друзями. Незабаром з'являється живий і неушкоджений Мурад і легко прощають йому розіграш. Однак веселощів явно не виходить. Мурад знову вирушає купатися і через деякий час берег знову оголошується його криками про допомогу.

## У ролях
- Михайло Мамедов — Мурад
- Егле Габренайте — Ната
- Гаміда Омарова — Тамара
- Ельдар Тагієв — Руслан
- Відаді Гасанов — Аділ
- Амина Юсіф кизи — Катібе, секретар
- Офелія Мамедзаде — Анна

## Знімальна група
- Режисер — Ельдар Кулієв
- Сценаристи — Раміз Фаталієв, Ельдар Кулієв
- Оператор — Рафік Камбаров
- Композитор — Муслім Магомаєв
- Художник — Маїс Агабеков